# Данкај (Валча)
Данкај (рум. Dăncăi) насеље је у Румунији у округу Валча у општини Фартацешти. Oпштина се налази на надморској висини од 237 m.

## Становништво
Према подацима из 2002. године у насељу је живело 124 становника, од којих су сви румунске националности.